# ساساکی تویوجو
ساساکی تویوجو (ژاپنی:佐々城 豊寿؛ زاده ۶ مه سال ۱۸۵۳ در سندای، استان موتسو؛ درگذشته در ۱۵ ژوئن ۱۹۰۱) یک فمینیست ژاپنی، کارگر اعتدال‌گرا و فعالِ ضدفحشا بود.

## اوایل زندگی
ساساکی تویوجو با نام هُشی تویوشی، به عنوانِ دختر هُشی یوکی (星雄記)، یک سامورایی ارشد از خاندان نامبو به دنیا آمد. والدینش، او را برای یادگیری زبان انگلیسی به توکیو فرستادند و در یک مدرسه خصوصی درس خواند. الیزابت دورن لوبلینِ تاریخ‌نگار، تحصیلات ساساکی را بیشتر شبیه به تحصیلات پسران در این دوره توصیف کرد تا دختران و «این امر به او قاطعیت استثنایی‌ای داد که در مبارزات بعدی قدرت، به منصه ظهور رسید.»

## فعالیت
او در سال ۱۸۸۶ با یاجیما کاجیکو در تأسیس انجمن اتحادیه زنان مسیحی اعتدال در ژاپن (東京婦人矯風会، Tōkyō fujin kyōfūkai) همکاری کرد که از لغو فحشا و پرهیز از الکل طرفداری می‌کرد. در ششم دسامبر ۱۸۸۶ او به عنوان منشی این گروه برگزیده شد.
ساساکی با این حال باور داشت که روسپی‌گری موضوعی جدی‌تر از سوء مصرف الکل است و از نفوذ خود برای هدایت WCTU (انجمنِ نام‌برده) به سمت تمرکزِ بیشتر روی این موضوع استفاده کرد که منجر به جنگ و نزاع بر سر قدرت با بنیانگذارْ یاجیما شد. ساساکی همچنین اثر WCTUـیِ آمریکاییِ «آزادی بیان زنان» را با پیشگفتارهایی از توکوتومی سوهو، ایواموتو یوشیهارو و خودش، به ژاپنی ترجمید. او همچنین رهبری باشگاه روبان سفید زنانِ این سازمان را هم بر عهده داشت.

## خانواده
ساساکی خالهٔ رستوران‌دار و حامی هنرمندان، سوما کوکو (۱۸۷۶–۱۹۵۵) بود. او همچنین یک دختر به نام نوبوکو (佐々城 信子؛ ۱۸۷۸–۱۹۴۹) داشت که الهام بخش قهرمان رمانِ Aru Onna اثر آریشیما تاکئو شد.